# Babow
Babow, niedersorbisch Bobow, ist ein Ortsteil der Großgemeinde Kolkwitz im Landkreis Spree-Neiße (Brandenburg). Bis 1973 war Babow eine selbständige Gemeinde. Von Januar 1974 bis Mai 1990 war es in den Nachbarort Müschen eingegliedert. Nach kurzer Selbständigkeit erfolgte 1993 der Zusammenschluss mit elf anderen Gemeinden zur Großgemeinde Kolkwitz.

## Geographie
Babow liegt in der Niederlausitz und im Südosten des Biosphärenreservats Spreewald, rund vier Kilometer Luftlinie südöstlich von Burg (Spreewald) und knapp neun Kilometer nordwestlich vom Kernort Kolkwitz entfernt. Der Ortskern liegt bei 56 m ü. NHN. Die Gemarkung Babow grenzt im Norden an die Gemarkung von Müschen, im Nordosten an Werben, im Südosten an Milkersdorf, im Süden an Krieschow und Eichow und im Westen an Vetschau und Suschow.

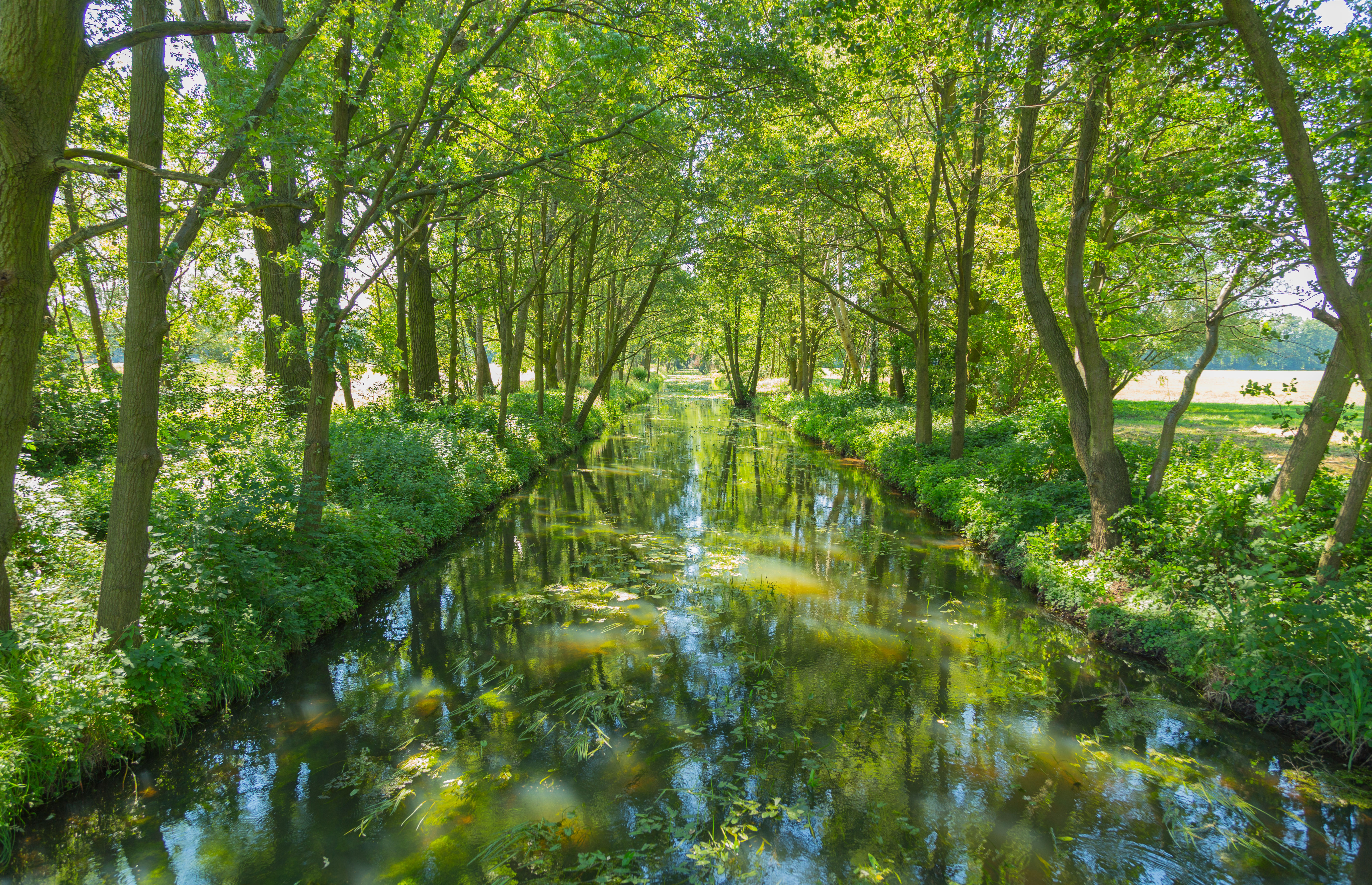
Greifenhainer Fließ im Spreewald bei Babow

Die Nordgrenze der Gemarkung wird vom Brahmower Landgraben gebildet, in den mehrere Entwässerungsgräben münden. Im Süden bildet der Priorgraben und das Greifenhainer Fließ (Kzschischoka) über eine größere Strecke die Gemarkungsgrenze. Die Gemarkung hat wenig Morphologie, die Höhenunterschiede betragen weniger als drei Meter zwischen höchsten und tiefsten Punkt.
Zum Ort führen die Kreisstraßen 7131 von Burg (Spreewald) weiter nach Milkersdorf und 7133 von Vetschau/Spreewald.

## Geschichte
Babow wurde 1458 erstmals urkundlich als Babo erwähnt. Die Herkunft des Namens ist nicht eindeutig. Körner diskutiert die Ableitung von zwei Personennamen altsorbisch *Babov- Ort eines Baba, oder auch altsorbisch *Bobov-, Ort eines Bob. Eine andere Möglichkeit ist die Ableitung von altsorbisch *Bobov- Ort, wo (Sau-)Bohnen angebaut werden. Nach Rudolf Lehmann war es von der Struktur her ein Sackgassendorf, dessen Längsachse Ost-West ausgerichtet war und nach Osten hin als Sackgasse schloss. Das Rittergut bildete sich in der südlichen Häuserzeile aus.

### Besitzgeschichte
Babow war im 16. Jahrhundert für kurze Zeit geteilt. Die zwei Anteile hatten eine getrennte Geschichte. Sie werden im Folgenden als Anteil I und Anteil II bezeichnet.

#### Anteil I (von Zabeltitz)
Hans von Zabeltitz war 1480 Herr auf Hänchen, Laubsdorf, Kunersdorf, Milkersdorf, Babow, Dissenchen und Wolkenberg. Er besaß außerdem acht Bauern zu Sandow, vier Bauern zu Kiekebusch, drei halbe Hufen zu Groß Döbbern, die Bauern zu Ghor (wohl Gahro), das Vorwerk Wiszen und einen Freihof in Cottbus. Am 27. September 1486 verlieh der brandenburgische Kurfürst Johann Cicero den Töchtern des Siegmund von dem Berge als Zins sechs Scheffel Korn von der Hufe an der Sylischen Straße, so grenzt mit Hans von Zabeltitz Vorwerke. Hans von Zabeltitz starb vor August 1503. Am 28. August 1503 wurden seine Söhne Christian/Christoph, Peter und Caspar mit Babow u. a. Orten belehnt. In der brüderlichen Teilung unter seinen drei Söhnen kam Babow an Peter von Zabeltitz. Babow hatte aber nicht seinem Vater allein gehört hatte, sondern gemeinschaftlich auch seinen Brüdern Christoph von Zabeltitz, kurfürstlicher Rat, Landeshauptmann und Amtmann in Cottbus sowie Tranitz, und Jobst von Zabeltitz auf Sergen, der vor 1497 verstorben war. Babow war in der brüderlicher Teilung zunächst an den Hans von Zabeltitz gefallen. Am 26. Oktober 1512 stellten Kurfürst Joachim und Markgraf Albrecht einen Lehnbrief für den kurfürstlichen Rat Christoph von Zabeltitz für das Dorf Babow, mit Obersten und nidersten gerichten, dinsten, zinsen, rentten und allen zugehorungen und gerechtigkeiten. nichts aussgenommen, wie das In seinen vier Reynen und greniczen gelegen ist, aus. Daraus geht hervor, dass der Vorbesitzer Peter von Zabeltitz obigem Christoph von Zabeltitz, seinen Onkel, Babow verkauft hatte. Christoph von Zabeltitz besaß in Cottbus das dortige Burglehn. Peter von Zabeltitz war schon 1503 im Besitz von Casel und halb Ranzow im Calauischen Kreis der Niederlausitz.
Der Sohn Caspar des Hans von Zabeltitz erwarb noch vor 1511 den Ort Illmersdorf. Der Sohn Christoph des Hans von Zabeltitz, erhielt Wolkenberg u. a. und ist vor 1519 verstorben, Etliche der Cottbuser Güter fielen nun an Peter von Zabeltitz, der 1536 als Besitzer des Freihauses und Vorwerks in Cottbus, von Dissenchen, von halb Lobendorf, von sieben Hüfnern und zwei Gärtnern in Gahro, von drei Bauern in Laasow, von vier Bauern in Kiekebusch und von der Hälfte von Ranzow auftritt. Mitbelehnt waren seine Vettern Siegmund von Zabeltitz in Cottbus und Tranitz, Christoph, der Sohn des Jobst auf Sergen, Andreas, der Sohn von Christoph auf Wolkenberg, und Hans, Christoph, Joachim und Caspar zu Hänchen, die Söhne von Caspar von Zabeltitz in Illmersdorf.
Der cottbusische Amtmann und Landeshauptmann (1509) Christoph von Zabeltitz auf Tranitz und dem Burglehn von Cottbus, der 1511 Babow von seinem Neffen Peter erworben hatte, war vor 1515 gestorben. Er soll nach der Zabeltitzschen Familiengeschichte mit einer von Kracht aus dem Hause Strega verheiratet gewesen sein. 1515 wird Dorothea, die Witwe des Christoph genannt. Eine Hälfte muss noch zu seinen Lebzeiten oder auch etwas später (terminus post quem non: wohl schon 1536 oder sicher 1541) an Hanns von Pannwitz oder Wolf von Pannwitz gekommen sein. Christoph von Zabeltitz hatte drei Söhne namens Christoph, Hans und Bernhard. Der Sohn Christoph scheint Tranitz erhalten zu haben, denn dort saß 1536 dessen Sohn Siegmund. Die Söhne Bernhard und Hans erhielten je ein Viertel von Babow. Der Bruder Hans verkaufte sein Viertel an Babow an Melchior von Muschwitz. Der Sohn des Bruders Bernhard namens Martin erbte ein Viertel von Babow, die sein Vater besaß. Martin hatte einen Sohn Caspar, der 1592 sein Viertel an Babow an Otto von Pannwitz verkaufte. Auch das andere Viertel von Babow im Besitz derer von Muschwitz war schon vor 1583 an Otto von Pannwitz gelangt, der nun ganz Babow besaß.

#### Anteil II
Nach Gerhard Krüger soll schon um 1500 halb Babow im Besitz des Joachim Nickel von Köckritz gewesen sein. Nach Houwald ist dieser Besitz jedoch zweifelhaft, da die Köckritzsche Familiengeschichte ihn und den Besitz von Babow nicht aufführt, und zu dieser Zeit doppelte Vornamen unüblich waren. Außerdem deutet der Wortlaut des Lehenbrief von 1512 für Christoph von Zabeltitz recht eindeutig darauf hin, dass Babow zu diesem Zeitpunkt noch nicht geteilt war.
Wann genau die von Pannwitz zunächst die eine Hälfte von Babow erworben haben, bleibt ungewiss. Am 22. Oktober 1500 leistete Hans von Pannwitz auf Kathlow die Erbhuldigung für den brandenburgischen Kurfürsten Joachim I. und den brandenburgischen Markgrafen Albrecht; von Babow ist dabei nicht die Rede. Nach dem Tod des Vaters 1536 wurden die Söhne des Hans von Pannwitz auf Kathlow, Schlichow, Klein Bademeusel, Anteil Babow und dem Freihaus in Cottbus, namens Andreas, Antonius, Hans und Wolf mit den Gütern ihres Vaters belehnt. Anscheinend erhielt Wolf den Anteil Babow und Klein Oßnig. 1541 saß jedenfalls Wolf von Pannwitz bereits auf Babe und Osnigk. Er war mit einer Margaretha NN. verheiratet. Eine weitere Ehestiftung von Wolf von Pannwitz mit einer Margaretha NN. datiert von 1551. Nach Houwald starb Wolf von Pannewitz 1557 unter Hinterlassung von drei, teils noch unmündigen Söhnen namens Hans, Wolf und Otto. Erbe auf Babow wurde wohl zunächst der Sohn Wolf. Bei der Musterung der Ritterpferde 1565 im Cotbuschen Weichbild mussten Antonius und Wulff von Pannewitz drei gerüstete Pferde stellen; Orte wurden aber nicht genannt.
Später erscheint Otto von Pannwitz auf Babow und Klein Oßnig. Otto von Pannwitz war 1558 noch unmündig und kämpfte 1566 in Ungarn gegen die Türken. 1571 huldigte Antonius von Pannwitz zu Kathlow dem neuen brandenburgischen Kurfürsten Johann Georg. In der Eintragung werden Hans, Wolff und Otto ungesunderte Kinder, zu Klein Ossnig genannt. 1576 prozessierte Caspar von Penzig gegen die Brüder Hans, Wolf und Otto von Pannwitz auf Hornow, Klein Oßnig und Babow, sowie gegen ihre Vettern und Konsorten. 1583 mussten die Panwitzer wegen ihrer Dörfer Klein Oßnig, Kathlow und Babow drei gerüstete Ritterpferde stellen. 1590 ist Otto von Pannwitz Besitzer von Babow und Klein Oßnig. 1589 hatte er das Dorf Gulben erworben, eine sächsische, zum Calauischen Kreis zählende Enklave inmitten des Cottbusischen Kreises. Er besaß außerdem eine Hälfte von Döbbrick, seit 1591 Groß Gaglow und seit 1600 Klein Gaglow. Ob Otto auch den Anteil derer von Muschwitz an Babow, erwerben konnte, oder schon sein Lehensvorgänger ist unsicher. 1592 erwarb er das letzte Viertel an Babow von Caspar von Zabeltitz. Er war in erster Ehe mit Elisabeth von Zabeltitz verheiratet, die am 9. Dezember 1596 in Gulben verstorben ist. Er heiratete in zweiter Ehe 1597 Ursula von Seyffertitz von Vetschau. Fünf Kinder des Otto sind urkundlich belegt, die Söhne Heinrich, Wolf, Bernhard und Hans Christoph sowie die Tochter Margaretha. Am 6. Oktober 1642 verabredeten Otto von List auf Casel und Margaretha von Pannewitz, Tochter des Otto von Pannewitz auf Babow, ein Ehegeld in Höhe von 3.000 Talern. 1598 verkaufte Otto von Pannwitz Gulben an Hans von Schlieben auf Vetschau, der am 25. Juli 1598 mit Gulben belehnt wurde. 1615 ist Otto von Pannwitz gestorben.
1615 wurde Ottos Sohn Wolf von Pannwitz mit Babow und einem Freihaus in Cottbus belehnt. Er hatte nur eine Tochter Anna Maria, die mit Georg von Rochlitz verheiratet war. Nach seinem Tod fiel Babow und das Freihaus in Cottbus an seinen Bruder Hans Christoph, der mit Anna von Zabeltitz, Tochter des Heinrich von Zabeltitz und der Catharina von Zicker von Gablenz verheiratet war. Der Dreißigjährige Krieg traf Babow schwer; Hans Christoph von Pannwitz meldete Schäden in Höhe von 1.233 Talern an, die ihm von September 1633 bis Pfingsten 1634 von kaiserlichen Truppen und Kroaten verursacht wurden. Hans Christoph hatte die Töchter Ursula, verheiratet mit Joachim von Hohenstein auf Sagritz und Margarethe, verheiratet mit Gottfried von Mühlen auf Simmersdorf sowie den Sohn Otto Heinrich (* 17. September 1627; † März 1683). Das Gut Babow war aufgrund der Kriegsschäden mit hohen Schulden belastet. Hans Christoph war vermutlich noch 1634 von sächsischen Reitern jämmerlich erschossen worden. 1644 verstorben, denn beim Regierungsantritt des brandenburgischen Kurfürsten Friedrich Wilhelm hätte zur Huldigung und erneuten Empfang der Lehen 1644 bereits Otto Heinrich, Hans Christophs sel. Sohn erscheinen sollen. Er war jedoch abwesend unter Sr. Churfl. Durchl. Reutern. Die Witwe des Hans Christoph, Anna von Zabeltitz heiratete in zweiter Ehe Caspar von Schönfeldt auf Werben.
Das Gut Babow war aufgrund der Zerstörungen des Dreißigjährigen Krieges und der hohen Kosten des Wiederaufbaus immer noch mit hohen Schulden belastet. 1649 musste der Nachfolger Otto Heinrich von Pannwitz Babow den Gläubigern überlassen, konnte es aber für 5.561 Taler wieder zurück kaufen. 1652 ist er als Besitzer von Babow genannt. 1653 wurde er Mitglied in der Kottbuser Schützengilde. Schon vor 1655 hatte er Falkenberg in der Herrschaft Beeskow von David von Oppen als Pfandbesitz erworben. Am 13. Januar 1657 erhielt er vom brandenburgischen Kurfürsten Friedrich Wilhelm den Lehnbrief über Babow und das Freihaus zu Cottbus. Letzteres hatte schon sein Großvater Otto von Pannwitz vom damaligen Kastner in Cottbus Simon Tomas gekauft. 1658 gehörte er zu den Berechtigten, die seit alters im Winter, wenn der Spreewald zugefroren war, dort Holz einschlagen und mit zwei Schlitten abfahren durfte. Otto Heinrich von Pannwitz war dreimal verheiratet. In erster Ehe heiratete er 1655 Anna Sabina von Oppen, die Tochter des David von Oppen und der Barbara von Maltitz von Kossenblatt. Mülverstedt verzeichnet für den 20. Oktober 1655 eine Ehestiftung von Otto Heinrich auf Babo und Falkenberg mit der Anna Sabina von Oppen. Anna Sabine starb aber schon 1658. Die zweite Ehe ging er 1659 mit Ursula von Pfuhl ein, der Witwe des Hans Günter von Loeben; sie starb 1667. Im selben Jahr noch heiratete er Margarethe Elisabeth von Wurmb aus dem Hause Groß Furra (Stadt Sondershausen, Kyffhäuserkreis, Thüringen). Das Ehegeld wurde auf 2.000 Taler festgesetzt, was aber erst zum 1. Mai 1683 bestätigt wurde. Aus seinen drei Ehen gingen drei Söhne und drei Töchter hervor, von denen aber der Sohn Christian Siegmund im Alter von fünf Jahren starb. 1681 heiratete seine Tochter Barbara Christina aus seiner ersten Ehe mit Anna Sabine von Oppen den Siegmund Gottfried von Bredow auf Golßen. Nach dem Tod des Otto Heinrich 1683 erbte der Sohn Hans Caspar von Pannwitz Falkenberg und der Sohn Heinrich Wilhelm von Pannwitz das Gut Babow.
Heinrich Wilhelm von Pannwitz war am 27. Februar 1678 in Babow geboren worden. Er heiratete in erster Ehe Anna Marianne von Zabeltitz, Tochter des Caspar Ernst von Zabeltitz und der Hedwig von Muschwitz, die aber schon 1701 verstarb. 1704 heiratete er in zweiter Ehe Juliane Eleonore von Maxen, Tochter des Caspar Friedrich von Maxen und der Ursula Gottliebe von Mühlen. 1709 erwarb er Betzkows Vorwerk in Werben. 1714 konnte er für 10.000 Taler das Gut Müschen von Otto Heinrich von Stutterheim erwerben, das er 1729 an seinen Sohn Otto Heinrich verkaufte. Schon 1726 hatte er Gulben für 14.500 Taler von Carl Siegmund von Bomsdorf erworben. Das Gut Babow hatte Heinrich Wilhelm von Pannwitz am 28. Juni 1723 für 20.000 Taler an Otto Heinrich von Stutterheim, seinen Stiefschwiegervater verkauft. Er ging 1728 noch eine dritte Ehe mit Juliane Sofie von Pfuhl, Witwe des Jobst Ernst von Schönfeldt auf Werben (Anteil Jobstens Hof) und Gosda, der 1725 gestorben war, ein. Sofie Juliane von Pannwitz verw. von Schönfeldt, geb. von Pfuel verkaufte Gosda 1729 mit Rittersitz, Schäferei, Mühle usw. für 7.150 Taler an Gottlob Heinrich von Kracht, den Sohn des Bartusch Heinrich von Kracht, Landrat und Landesältester des Sprembergischen Kreises auf Türkendorf. Heinrich Wilhelm von Pannwitz hatte aus den drei Ehen insgesamt zehn Kinder, sechs Söhne und vier Töchter. Heinrich Wilhelm von Pannwitz war von 1740 bis wenige Wochen vor seinem Tod am 1. September 1749 Landrat des Cottbusischen Kreises.
Otto Heinrich von Stutterheim, seit 1723 Besitzer von Babow, war der Sohn des Hauptmanns a. D. Wolf Magnus von Stutterheim und der Eleonore von Loeben auf Müschen. Er war mit Ursula Gottliebe von Mühlen verw. von Maxen verheiratet, deren Tochter erster Ehe Juliane Eleonore von Maxen die dritte Frau des Heinrich Wilhelm von Pannwitz war. 1714 hatte er das Gut Müschen für 10.000 Taler an Heinrich Wilhelm von Pannwitz auf Babow verkauft. 1720 hatte er das Gut Wolkenberg erworben, aber schon zwei Jahre später wieder an Constantia Henriette Gräfin von Pückler verkauft. Die Ehe von Otto Heinrich von Stutterheim und der Ursula Gottliebe von Mühlen blieb kinderlos, sodass Babow sich beim Tod des Otto Heinrich von Stutterheim 1743 auf den Enkel seiner Frau, Otto Heinrich von Pannwitz auf Gulben vererbte, den Sohn von Heinrich Wilhelm dem Jüngeren von Pannwitz und der Juliane Eleonore von Maxen, dem Vorbesitzer von Babow.
Der am 22. März 1706 geborene Otto Heinrich von Pannwitz war mit Juliane Charlotte von Schönfeldt (* 12. November 1711), Tochter des Jobst Ernst von Schönfeldt auf Werben und Gosda und der Juliane Sophie von Pfuel verheiratet. Sie war die Tochter seiner Stiefmutter. Aus der Ehe gingen 18 Kinder hervor, von denen jedoch neun im Kleinkindalter starben. Die Tochter Christiane Luise starb schließlich noch in jungen Jahren. Nach dem Testament des Otto Heinrich standen der Witwe 6.000 Taler zu. Jede der sechs Töchter sollte 1.000 Taler erhalten. Die zwei Söhne sollten den Rest der Barschaft teilen und sich über die Güter gutwillig oder durch Los einigen. Otto Heinrich von Pannwitz war der Großvater, seine Tochter Juliane Ulrike von Pannwitz die Mutter des Dichters Heinrichs von Kleist. 1740 war Otto Heinrich von Pannwitz zur Huldigung beim Regierungsantritt von Friedrich II. (dem späteren Friedrich den Großen) in Cottbus anwesend.
Nach dem Tod des Vaters übernahm Carl (oder Karl) Wilhelm von Pannwitz 1765 Babow und Gulben, während Müschen an seinen Bruder, den Königlich-Preußischen Leutnant Friedrich August Wilhelm von Pannwitz fiel. Dieser erwarb später Wormlage. Karl Wilhelm war seit 1768 mit Luise Sofie (oder Sophie Luise) von Schönfeldt, Tochter des Hans Ernst von Schönfeldt und der Sofie Eleonore von Dewitz verheiratet. Drei Söhne und eine Tochter des Paares wurden erwachsen. Carl Christian Gulde nennt 1784 Karl Wilhelm von Pannwitz als Besitzer von Babow (das sächsische Gulben ist nicht aufgeführt). 1793 erhielt er die Vollmacht für die Verwaltung des Gutes Guhrow. Sein Schwager und Besitzer von Guhrow Joachim von Kleist war schon am 10. Juni 1788 gestorben. Am 3. Februar 1793 war auch dessen Frau und Schwester des Karl Wilhelm gestorben. 1797 verkauften die sieben Geschwister Kleist Guhrow an Hauptmann Carl Wilhelm von Wackerbarth auf Briesen für 30.000 Taler. Karl Wilhelm von Pannwitz starb 1807.
Die drei Söhne des Paares traten in die preußische Armee ein. Wilhelm und Carl machten 1793 bis 1795 die Feldzüge in Polen mit, die letztendlich zur dritten Teilung Polens führten. Wilhelm Ludwig Theodor (* 1772) brachte es bis zum Stabskapitän, bevor er 1806 seinen Abschied nahm und Babow und Gulben übernahm. Carl (* 1776) erschoss sich selber auf dem Rückzug in der Nacht vom 17. auf den 18. Oktober 1795. Ernst Heinrich stieg bis zum Stabsrittmeister auf. Später wurde er zum Landrat des Kreises Cottbus gewählt. Die Tochter Karoline und Schwester der drei Brüder von Pannwitz, heiratete Carl von Gleissenberg.
Wilhelm Ludwig Theodor heiratete 1802 Auguste Germanie von Kleist, Tochter von Joachim von Kleist und der Juliane Ulrike von Pannwitz. Auguste war die Schwester des Dichters Heinrich von Kleist. Wilhelm Ludwig Theodor von Pannwitz starb am 30. September 1849 vom Schlag getroffen auf dem Weg von Gulben nach Ruben, knapp 800 Meter von Gulben entfernt. An der Stelle wurde später ein Gedenkstein aufgestellt.

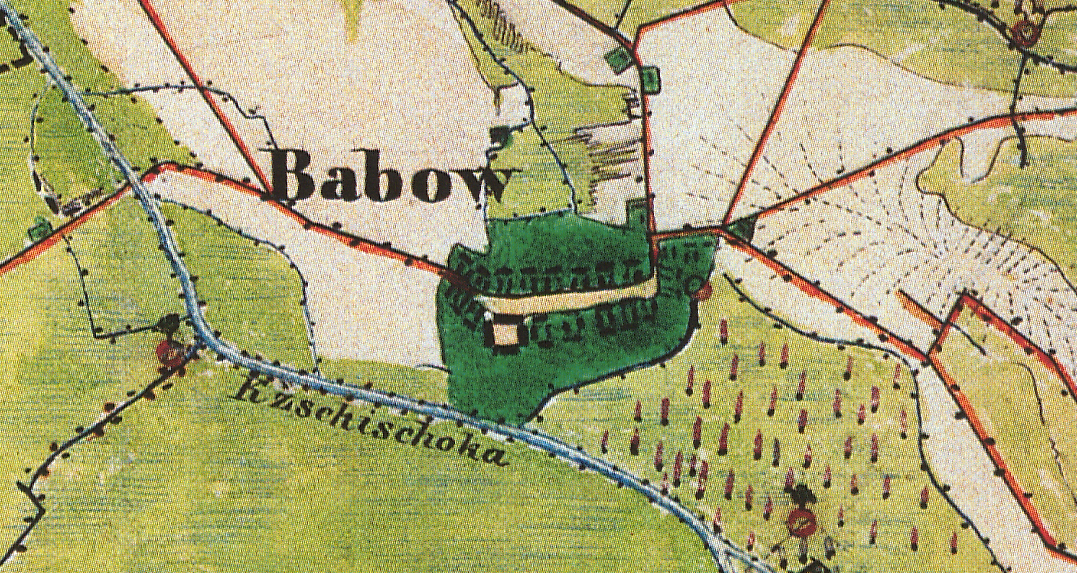
Babow auf dem Urmesstischblatt 4250 Vetschau von 1846

Der einzige überlebende Sohn Wilhelm Maximilian Peter von Pannwitz erbte Babow und Gulben, er blieb ledig und trat die beiden Güter schon 1850 an seine Schwester Friederike von Pannwitz (22. März. 1812 – 6. Dez. 1868), die mit Major a. D. Bernhard von Schönfeldt (19. März 1807 bis 29. April 1869) verheiratet war ab. Das Gut Babow hatte damals eine Größe von 663 Morgen 42 Quadratruten, davon 232 Morgen 80 Quadratruten Acker, 177 Morgen 50 Quadratruten und 20 Morgen 166 Quadratruten Forst. Es wurde damals auf 22.000 Taler taxiert. Doch diese Ehe blieb kinderlos, so dass Babow und Gulben an Bernhards älteren Bruder Wilhelm von Schönfeld und seine Frau Auguste von Schönfeldt (14. Jan. 1810 – 1. Aug. 1866), einer Schwester der Friederike kamen. Adolph Frantz gibt die Größe des Rittergutes mit 664 Morgen an, davon 233 M Acker, 177 M Wiesen und 21 M Wald. Nächster Besitzer von Babow und Gulben wurde deren ältester Sohn Otto von Schönfeldt (2. März 1843 – 18. Aug. 1910), der mit Isidore von Pannwitz aus dem Hause Wormlage verheiratet war. Ellerholz gibt 1879 die Größe des Rittergutes in Hektaren an: 163,74 ha Gesamtgröße, davon 91,65 ha Acker, 64,2 ha Wiesen, 7,06 ha Hutung und 0,84 ha Wald. Der Grundsteuer-Reinertrag wird mit 2448,29 Mark beziffert. Nach dem Handbuch des Grundbesitzes im Deutschen Reiche von 1885 wurde Babow von einem Inspector Klingsporn verwaltet.

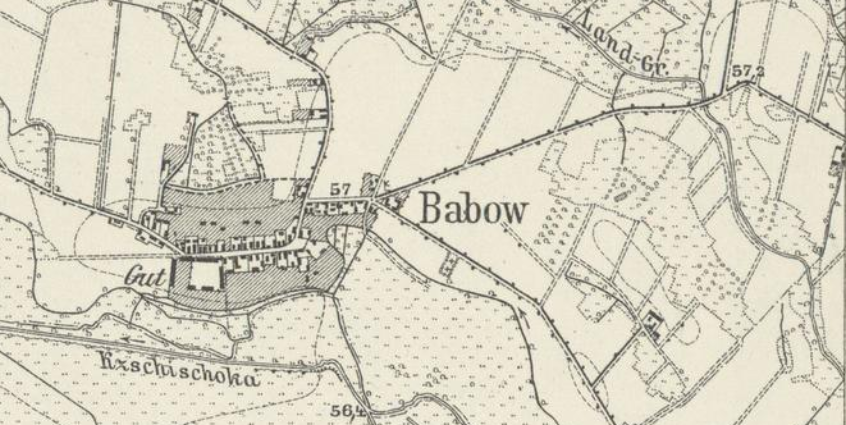
Babow auf dem Messtischblatt 4250 Vetschau von 1917 (Neudruck der Ausgabe von 1903) mit Lage des Gutes.

Niekammer’s Güter-Adressbuch der Provinz Brandenburg von 1907 vermerkt, dass das Rittergut in Parzellen verpachtet war. Die Größe wird hier mit 168 ha angegeben, davon 99 ha Acker, 64 ha Wiesen und 5 ha Wald. Der Viehbestand wird mit 19 Stück Rindvieh und 33 Schweinen angegeben. Auf ihn folgte dessen Sohn Wilhelm von Schönfeldt, der geboren 1878, schon 1914 starb. Niekammer’s  Güter-Adreßbuch für die Provinz Brandenburg von 1914 wiederholt denselben Viehbestand und gibt an: einzeln verpachtet. Das  Handbuch des Grundbesitzes im Deutschen Reiche von 1921 nennt als Besitzerin Frau Hildegard Meisner, verw. von Schönfeldt in Gulben. Auch hier folgt die Angabe: parellenweise verpachtet. Niekammer’s Güter-Adressbuch der Provinz Brandenburg von 1923 führt einen Meisner, Major a. D. als Besitzer auf, während Niekammer 1929 wiederum Hildegard Meisner angibt. Hildegard, letzte Besitzerin auf Babow, starb 1981 in Heidelberg, Major Meisner am letzten Kriegstag in Gulben, Sie lebten zuvor teilweise in Dresden.

### Dorfgeschichte
1635 waren auf der Gemarkung 18½ Bauernhufen, zum Rittergut gehörten drei Ritterhufen. Im Dorf gab es neben dem Rittergut und den Bauern elf Gärtnerstellen, davon waren zwei unbewohnt sowie vier Büdner.
1652 wären theoretisch insgesamt 26 Bauern-, Gärtner- oder Büdnerstellen vorhanden, 14 Bauernhöfe mit insgesamt 19 Hufen, ein Krug (mit einer Hufe), sechs Gärtner- und fünf Büdnerstellen vorhanden gewesen. Von den ausgewiesenen 14 Bauernstellen waren aber nur sechs Höfe mit acht Hufen auch tatsächlich mit Bauern besetzt, eine Bauernstelle mit 1½ Hufen lag völlig wüst, sieben Bauernstellen mit insgesamt 9½ Hufen waren zum Vorwerk (Rittergut) gezogen worden (fünf Bauernhöfe mit 1½ Hufen, zwei Bauernhöfe mit je einer Hufe). Auf dreien von diesen Bauernstellen waren Gärtner gesetzt worden. Im Haus eines 1½-Hüfners saß der Vogt des Junkers. Von den verbliebenen sechs Bauernhöfen waren vier Höfe mit je 1½ Hufen ausgestattet, die Äcker waren mit sechs (oder sieben) Scheffel Aussaat bestellt worden. Sie sind als Großbauern anzusprechen, die jeweils vier bis sieben Pferde und vier bis acht Stück Vieh hatten. Die zwei Einhufenhöfe hatten die Äcker mit vier Scheffel Aussaat bestellt. Auch sie hatten vier und fünf Pferde und vier und sechs Stück Vieh. Der Krüger hatte eine halbe Hufe und hatte vom Junker eine halbe Hufe (eine halbe Ritterhufe?) hinzu gekauft. Er nannte sieben Pferde und neun Stück Vieh sein eigen und hatte drei Söhne und drei Töchter. Von den sechs Gärtnerstellen war eine Stelle wüst. Von den fünf Büdnerstellen waren zwei völlig verwaist, drei waren besetzt. Auf diesen Büdnerstellen saßen jeweils die Witwen der Vorbesitzer, zwei der Frauen werden als arme Weiber beschrieben. Insgesamt saßen also in Babow sechs Bauern, acht Gärtner, drei Büdnerinnen und der Vogt des Junker. Insgesamt werden knapp 80 Personen in Babow gewohnt haben, wenn man die angegebenen Personen (Hausmänner, Söhne, Töchter, Knechte) zusammen rechnet und davon ausgeht, dass die Bauern und Gärtner verheiratet waren (die Ehefrauen werden bis auf eine Ausnahme leider nicht genannt!).

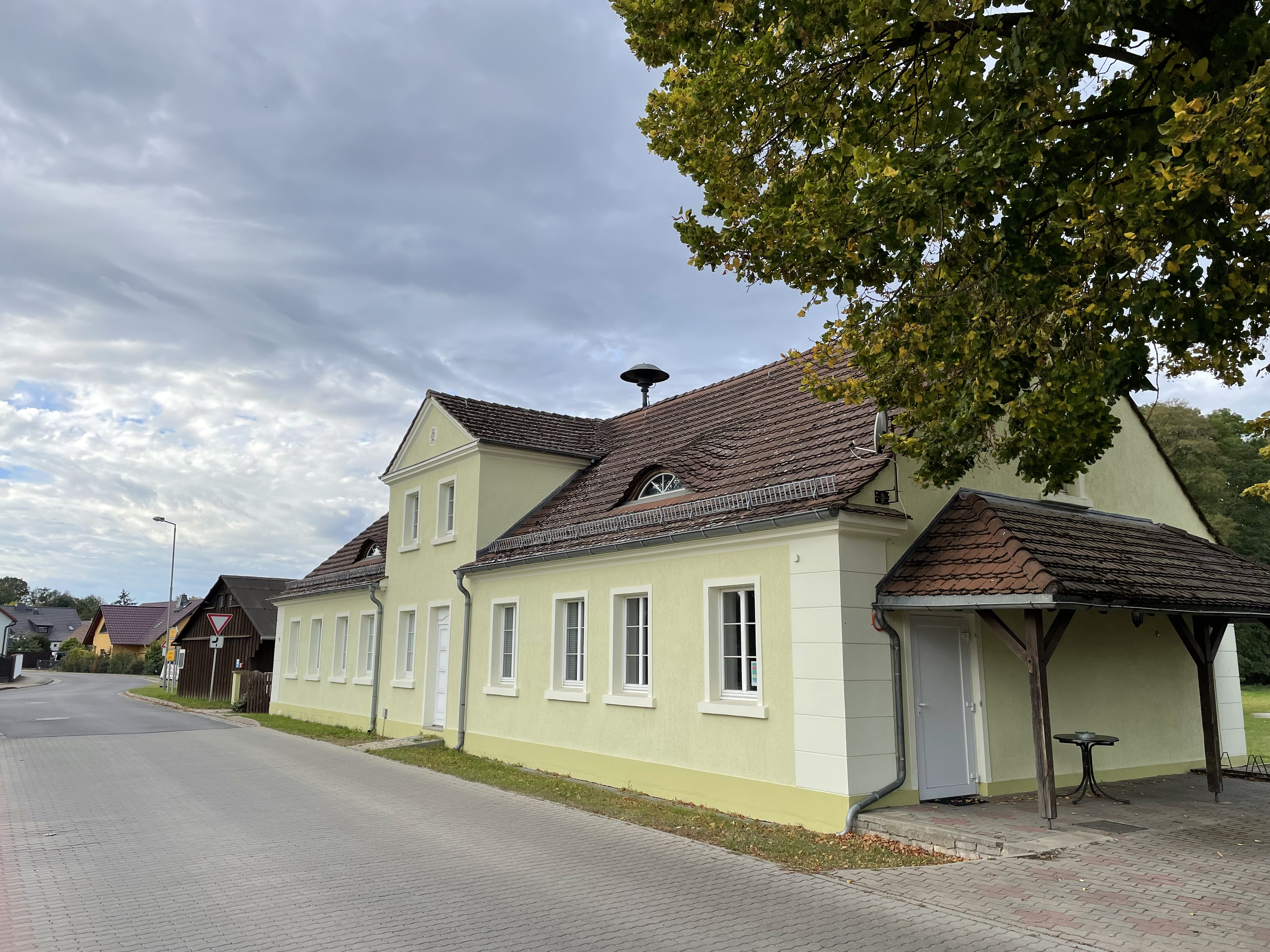
Ehemalige Dorfschule

Nach den Angaben von 1718/19 wurden auf den zum Rittergut gezogenen Bauernstellen anscheinend doch zum Teil wieder Bauern angesetzt (nach diesen Angaben werden alle Dorfbewohner mit Grundbesitz als Bauern bezeichnet). Zum Rittergut gehörten damals drei Ritterhufen, 4½ angekaufte Bauernhufen und eine angekaufte 2/3 Kossätenhufe. Insgesamt waren 22 5/6 Hufen vorhanden. Von den 22 Bauern (inkl. Kossäten) hatten fünf je 1½ Hufen, einer eine Hufe. Acht Bauern (besser Kossäten) hatten eine halbe Hufe, und acht hatte je eine Viertel Hufe. Das Ackerland der Feldmark war in zwei große Felder geteilt, die jährlich besät wurden.
Christian Gulde gibt für 1783 28 Feuerstellen (Wohngebäude) und 185 Einwohner an. Nach den Angaben von Friedrich Wilhelm August Bratring wohnten 1805 in Babow acht Ganzbauern, fünf Halbbauern, acht Kossäten, sieben Büdner und ein Einlieger. Es gab auch eine Schmiede. Die Feldmark umfasste 23 Hufen. In 33 Feuerstellen (Wohngebäude) lebten 205 Einwohner. Dorf und Gut gehörte dem von Pannwitz in Gulben in Sachsen. Für 1818 sind 32 Feuerstellen und 203 Einwohner dokumentiert. 1840 gab es bereits 48 Wohngebäude mit 301 Bewohnern. 1850 waren von 349 Einwohnern noch 341 wendischsprachig, 1867 von 351 Einwohnern noch 338. In den Jahren 1854 bis 1858 wanderten fünf Erwachsene mit acht Kindern nach Australien aus. 1858 zerstörte ein Großfeuer den Ort. 1864 hatte Babow schon acht ausgebaute Gehöfte, d. h. aus dem Ortskern in die Feldmark gebaute Höfe. Insgesamt wurden 51 Wohngebäude gezählt, und 366 Einwohner.
Im Jahr 1928 wurde die Freiwillige Feuerwehr Babow gegründet. Nach dem Zweiten Weltkrieg wurde die Bodenreform in Babow durchgesetzt. In den 1950er Jahren bildete sich die LPG „Tatkraft“ Babow. Nach der Wende wurde die Straße durch den Ort ausgebaut. Im Ort wurde einige Gewerbetreibende angesiedelt.
| Einwohnerentwicklung in Babow von 1783 bis 1971 | Einwohnerentwicklung in Babow von 1783 bis 1971 | Einwohnerentwicklung in Babow von 1783 bis 1971 | Einwohnerentwicklung in Babow von 1783 bis 1971 | Einwohnerentwicklung in Babow von 1783 bis 1971 | Einwohnerentwicklung in Babow von 1783 bis 1971 | Einwohnerentwicklung in Babow von 1783 bis 1971 | Einwohnerentwicklung in Babow von 1783 bis 1971 | Einwohnerentwicklung in Babow von 1783 bis 1971 | Einwohnerentwicklung in Babow von 1783 bis 1971 | Einwohnerentwicklung in Babow von 1783 bis 1971 | Einwohnerentwicklung in Babow von 1783 bis 1971 | Einwohnerentwicklung in Babow von 1783 bis 1971 | Einwohnerentwicklung in Babow von 1783 bis 1971 | Einwohnerentwicklung in Babow von 1783 bis 1971 | Einwohnerentwicklung in Babow von 1783 bis 1971 |
| ----------------------------------------------- | ----------------------------------------------- | ----------------------------------------------- | ----------------------------------------------- | ----------------------------------------------- | ----------------------------------------------- | ----------------------------------------------- | ----------------------------------------------- | ----------------------------------------------- | ----------------------------------------------- | ----------------------------------------------- | ----------------------------------------------- | ----------------------------------------------- | ----------------------------------------------- | ----------------------------------------------- | ----------------------------------------------- |
| Jahr                                            | 1783                                            | 1818                                            | 1846                                            | 1852                                            | 1875                                            | 1890                                            | 1900                                            | 1910                                            | 1925                                            | 1939                                            | 1946                                            | 1950                                            | 1964                                            | 1971                                            |                                                 |
| Einwohner                                       | 185                                             | 203                                             | 314                                             | 365                                             | 330                                             | 322                                             | 297                                             | 297                                             | 295                                             | 253                                             | 358                                             | 357                                             | 326                                             | 316                                             |                                                 |

### Kommunalpolitische Geschichte
Babow liegt in der Niederlausitz und gehörte zur Herrschaft Cottbus, die 1445/55 an das Kurfürstentum Brandenburg gefallen war. Der zusammen mit der Herrschaft Peitz daraus gebildete Cottbusische Kreis kam bei der Teilung der Mark Brandenburg zum Teilfürstentum Brandenburg-Küstrin und wurde der Neumark angegliedert. 1806/7 musste Preußen den Cottbusischen Kreis an das Königreich Sachsen abtreten, 1813/4 wurde er wieder Preußen einverleibt. Babow blieb auch in der Kreis- und Provinzreform von 1816 beim Kreis Cottbus. 1952 wurde der Kreis Cottbus neu zugeschnitten, 1954 wurde die Stadt Cottbus ausgegliedert. Der verbleibende ländliche Kreis wurde nun Kreis Cottbus-Land bezeichnet. Nach der Wende wurde der Kreis in Landkreis Cottbus umbenannt. Er ging in der Kreisreform von 1993 im Land Brandenburg im Landkreis Spree-Neiße auf.
Babow war bis 1973 eine selbständige Gemeinde. Zum 1. Januar 1974 wurde es in die Nachbargemeinde Müschen eingemeindet. Zum 6. Mai 1990 erfolgte dann die Ausgliederung aus Müschen; Babow war wieder selbständige Gemeinde. Zum 6. Dezember 1993 schlossen sich Babow, Eichow, Glinzig, Gulben, Hänchen, Klein Gaglow, Kolkwitz, Krieschow, Limberg, Milkersdorf und Papitz zur neuen Großgemeinde Kolkwitz zusammen. Babow ist seither ein Ortsteil der Großgemeinde Kolkwitz. Im Ortsteil wird der Ortsbeirat, bestehend aus drei Mitgliedern direkt von einer Bürgerversammlung gewählt. Seit 2024 ist Mathias Hahm Ortsvorsteher von Babow.

### Kirchliche Zugehörigkeit
Babow hatte keine Kirche und war 1652 und 1820 sowie 1930 eingepfarrt nach Papitz. Es gehört heute zu den Evangelischen Kirchengemeinden Papitz-Krieschow.

## Denkmale und Sehenswürdigkeiten
Die Denkmalliste des Landes Brandenburg für den Landkreis Spree-Neiße verzeichnet für Babow ein Baudenkmal:
- Nr. 09125908 Wohnhaus Milkersdorfer Straße 2

## Vereine und Freizeit
Der Traditions- & Jugendverein veranstaltet die jährliche Jugendfastnacht und Kinderzampern, das Osterfeuer, und stellt einen Maibaum im Dorf auf. Die Freiwillige Feuerwehr organisiert das Aufstellen des Weihnachtsbaums im Dorf und das Weihnachtsbaumverbrennen. Der Dorfclub organisiert das Dorffest, den Lampionumzug und das Lichterfest.

## Wirtschaft
Im Dorf haben sich drei Handwerksbetriebe und ein Transportunternehmen angesiedelt. Ein Biolandwirtschaftsbetrieb betreibt auch eine Gastwirtschaft.

## Belege

## Anmerkung
1. ↑  Im Historischen Ortslexikon nicht korrekt wieder gegeben.